# Игарапе-Асу

Игарапе-Асу на карте штата.

Игарапе-Асу (порт. Igarapé-Açu) — муниципалитет в Бразилии, входит в штат Пара. Составная часть мезорегиона Северо-восток штата Пара. Входит в экономико-статистический микрорегион Брагантина. Население составляет  35 887 человек на 2010 год. Занимает площадь 785,983 км². Плотность населения — 45,66 чел./км².

## Демография
Согласно сведениям, собранным в ходе переписи 2010 г. Национальным институтом географии и статистики (IBGE), население муниципалитета составляет:
| Полное население                               | Полное население                               | Полное население                               | Полное население                               | 35 887 |
| ---------------------------------------------- | ---------------------------------------------- | ---------------------------------------------- | ---------------------------------------------- | ------ |
| в том числе:                                   | Городское население                            | 21 207                                         | Процент городского населения, %                | 59,09  |
|                                                | Сельское население                             | 14 680                                         | Процент сельского населения, %                 | 40,91  |
|                                                | Мужское население                              | 18 117                                         | Процент мужского населения, %                  | 50,48  |
|                                                | Женское население                              | 17 770                                         | Процент женского населения, %                  | 49,52  |
| Плотность населения, чел/км²                   | Плотность населения, чел/км²                   | Плотность населения, чел/км²                   | Плотность населения, чел/км²                   | 45,66  |
| Население муниципалитета в % к населению штата | Население муниципалитета в % к населению штата | Население муниципалитета в % к населению штата | Население муниципалитета в % к населению штата | 0,47   |

По данным оценки 2015 года население муниципалитета составляет 37 333 жителя.

## Статистика
- Валовой внутренний продукт на 2003 год составляет 66 966 218,00 реалов (данные: Бразильский институт географии и статистики).
- Валовой внутренний продукт на душу населения на 2003 год составляет 1944,54 реалов (данные: Бразильский институт географии и статистики).
- Индекс развития человеческого потенциала на 2000 год составляет 0,670 (данные: Программа развития ООН).

## Административное деление
Муниципалитет состоит из 2 дистриктов:
| № | Наименование дистрикта | Наименование дистрикта (порт.) | Территория, км² | Население, чел.(2010) | Население, чел.(2010) | Население, чел.(2010) | Плотность, чел./км² | Код дистрикта |
| № | Наименование дистрикта | Наименование дистрикта (порт.) | Территория, км² | всего                 | городское             | сельское              | Плотность, чел./км² | Код дистрикта |
| 1 | Игарапе-Асу            | Igarapé-Açu                    | 434,87          | 29 608                | 19 454                | 10 154                | 68,08               | 150320005     |
| 2 | Карипи                 | Caripi                         | 351,11          | 6279                  | 1753                  | 4526                  | 17,88               | 150320010     |

## Важнейшие населенные пункты
| № | Населённый пункт    | Населённый пункт (порт.) | Категория | Население чел. (2010) | На карте                       |
| - | ------------------- | ------------------------ | --------- | --------------------- | ------------------------------ |
| 1 | Игарапе-Асу         | Igarapé-Açu              | город     | 19 454                | 1°07′35″ ю. ш. 47°37′22″ з. д. |
| 2 | Колония-ду-Прата    | Colônia do Prata         | поселок   | 1962                  | 1°18′13″ ю. ш. 47°35′59″ з. д. |
| 3 | Карипи              | Caripi                   | поселок   | 1753                  | 1°09′08″ ю. ш. 47°30′25″ з. д. |
| 4 | Сан-Жоржи-ду-Жаботи | São Jorge do Jaboti      | поселок   | 1376                  | 1°16′49″ ю. ш. 47°35′34″ з. д. |
| 5 | Порту-Сегуру        | Porto Seguro             | поселок   | 558                   | 1°00′22″ ю. ш. 47°25′04″ з. д. |
| 6 | Кури                | Curi                     | поселок   | 404                   | 1°14′19″ ю. ш. 47°36′05″ з. д. |
| 7 | Примейру-Карипи     | Primeiro Caripi          | поселок   | 377                   | 1°07′46″ ю. ш. 47°34′50″ з. д. |